# Герб России
Герб Росси́и — официальный государственный символ Российской Федерации; один из главных государственных символов России наряду с Государственным флагом Российской Федерации и Государственным гимном Российской Федерации. Современный герб утверждён указом президента Российской Федерации от 30 ноября 1993 года № 2050.
Государственный герб Российской Федерации представляет собой четырёхугольный, с закруглёнными нижними углами, заострённый в оконечности красный геральдический щит с золотым двуглавым орлом, поднявшим вверх распущенные крылья. Орёл увенчан двумя малыми коронами и — над ними — одной большой короной, соединёнными лентой. В правой лапе орла — скипетр, в левой — держава. На груди орла, в красном щите, — серебряный всадник в синем плаще на серебряном коне, поражающий серебряным копьём чёрного, опрокинутого навзничь и попранного конём дракона.

## История герба России

### Древнерусские печати
Понятия наследственного герба, принятого в Западной Европе, в русских княжествах не существовало. На старинных русских воинских знамёнах чаще всего помещались образы Иисуса Христа, Богородицы, православных святых, а также православные кресты. Встречавшиеся на русских воинских щитах изображения тоже не были наследственными (то есть не являлись гербами по определению). Поэтому изначальная история герба России — это прежде всего история великокняжеских и царских печатей.
На печатях русских князей часто помещались их святые покровители (например, на печати Ивана Калиты изображён святой Иоанн Предтеча, на печати Дмитрия Донского — святой Димитрий Солунский). Кроме этого, делались соответствующие надписи о владельцах печатей.

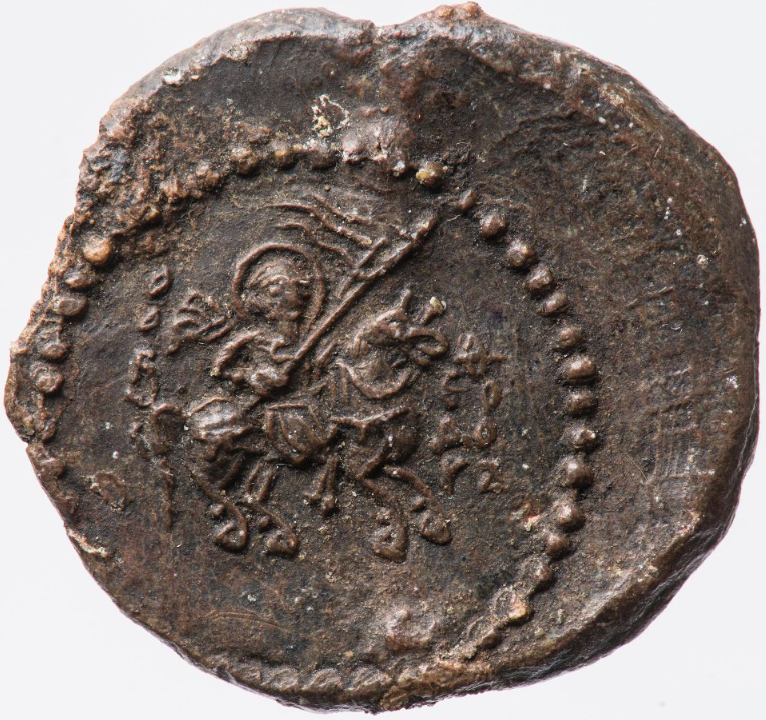
Печать князя Мстислава Удатного с изображением всадника — святого Феодора Тирона (по другой версии — это печать князя Фёдора Ярославича)[6]. XIII век
Печать Александра Невского (лицевая и оборотная стороны) с изображениями самого князя в виде всадника и святого Феодора Стратилата[7][8]. После 1236 года
Печать Дмитрия Донского (оборотная сторона) с изображением всадника, вооружённого мечом. XIV век
Печать Василия I Дмитриевича. 1389 год

В XIII веке, начиная с Мстислава Удатного и внуков Всеволода Большое Гнездо — Всеволода Юрьевича и Александра Ярославича (Невского) — на княжеских печатях появляется образ всадника, в виде которого первоначально изображался покровительствующий князю (или его предкам) святой. В дальнейшем, начиная с Александра Невского, так стали символически изображать и самого князя (его оружие могло быть разным — копьё или меч; также встречались печати, на которых всадник вместо оружия держит сокола). В сюжетах этой группы печатей прослеживаются западноевропейские традиции их оформления — изображение правителя на коне. При этом на обратной стороне княжеских печатей Александра Невского присутствует совершенно новый сюжет — борьба с драконом — на ней помещался спешившийся и ведущий коня Феодор Стратилат, вонзающий копьё в открытую пасть поверженного дракона (змия).
На печатях сыновей Александра Невского также имеются изображения всадника. Так, на печати Даниила Александровича — это коронованный всадник с мечом, на печати Андрея Александровича — всадник, держащий сокола, на печати Дмитрия Александровича в образе конного воина, вооружённого копьём, представлен святой Димитрий Солунский. Позднее на печати Юрия Даниловича, сына Даниила Александровича, помещался скачущий на коне святой Георгий Победоносец, который был вооружён мечом. Далее вплоть до времени правления Дмитрия Донского всадники на печатях князей московской династии отсутствуют.
Следующий этап в становлении символа всадника связан с Дмитрием Донским, на печатях которого есть изображения его небесного покровителя — Димитрия Солунского (причём он мог быть в образе как пешего воина, так и всадника, вооружённого мечом). Среди изображений на печатях сына Дмитрия Донского Василия I — всадник с копьём, направленным вниз. Кроме того, на монетах этого князя встречается и такой образ: конный воин с копьём, а под копытами коня — змий.
На монетах и печатях великого князя Московского Василия II Тёмного, сына Василия I, присутствуют различные сюжеты со всадником: это и «портретное» изображение самого князя, поражающего копьём змия, и всадник, держащий сокола либо вооружённый мечом. Похожие образы известны на монетах и печатях других потомков сыновей Дмитрия Донского.

### Герб Русского государства

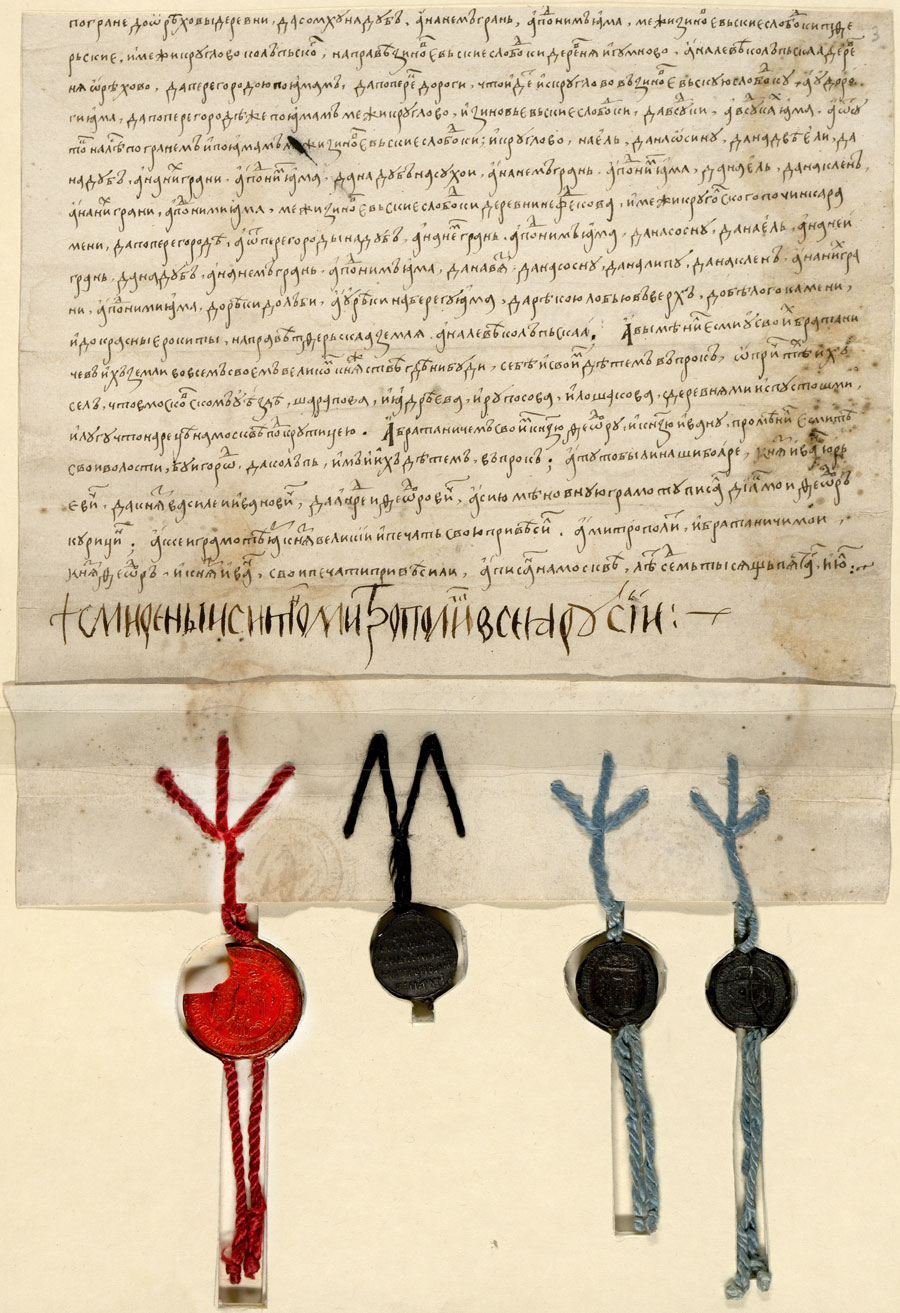
Печать великого князя Ивана III Васильевича, красновосковая, вислая на красном шёлковом шнуре (среди привешенных печатей она — крайняя слева) на жалованной грамоте 1497 года

Самое первое из сохранившихся достоверных свидетельств использования двуглавого орла в качестве символа Московского государства — великокняжеская печать Ивана III Васильевича, скрепившая жалованную грамоту 1497 года (на оборотной стороне этой печати изображён двуглавый орёл, увенчанный коронами). Более ранние изображения двуглавого орла (или птицы) в древнерусском искусстве носили случайный характер и никак не связаны с государственной символикой. Кроме того, двуглавый орёл (без корон), например, присутствует на монетах тверского князя Михаила Борисовича, отчеканенных в 1470-х годах, а также на московских, новгородских и псковских монетах конца XV века.
В настоящее время существует несколько версий происхождения двуглавого орла на печати великого князя Ивана III:
1. Возникновение русской государственной печати вследствие женитьбы Ивана III на Софье Палеолог, племяннице последнего византийского императора Константина XI Палеолога, заимствовав таким образом эмблему императорского рода Палеологов (изображение на великоняжеской печати очень напоминает византийского орла с миниатюры второй половины XV века из Евангелия, принадлежавшего Дмитрию Палеологу).
2. Знакомство Ивана III с элементами оформления императорской власти в Священной Римской империи, где в качестве государственного символа использовался чёрный двуглавый орёл (расположение эмблем на печати Ивана III схоже с построением некоторых печатей императоров Священной Римской империи того же периода, где на лицевой стороне помещалось изображение императора на троне, а на оборотной — двуглавого орла; при этом стилистика изображения всадника на печати московского князя по сути аналогична одному из вариантов иконописного сюжета «Чудо Георгия о змие» с Георгием Победоносцем на коне, поражающим змия).
3. Повторение опыта ряда балканских стран, где наблюдалась византийская традиция оформления государственной власти (в частности, правители Сербии, а также династия господарей Зеты Черноевичей приняли символ двуглавого орла)[13][15][16].

В дальнейшем, использование на русских государственных печатях двуглавого орла служило одним из внешних выражений политической теории преемственности власти московских великих князей от Рима и Византии, подтверждением идеи: «Москва — третий Рим».
Таким образом, со времён Ивана III Васильевича обе эмблемы — двуглавый орёл и всадник-драконоборец (часто именовавшийся как «ездец») — становятся двумя постоянными символами на печатях русских государей.
В 1561 году при Иване Грозном появляется новый тип государственной печати: центральное место на ней занял двуглавый орёл, а всадник, поражающий копьём дракона, и новый символ — единорог — размещались в щитках на груди орла (всадник — на лицевой стороне печати, единорог — на оборотной). Позднее единорог как символ, помимо целого ряда печатей Ивана Грозного, встречается также на печатях Бориса Годунова, Лжедмитрия I, Михаила Фёдоровича и Алексея Михайловича.

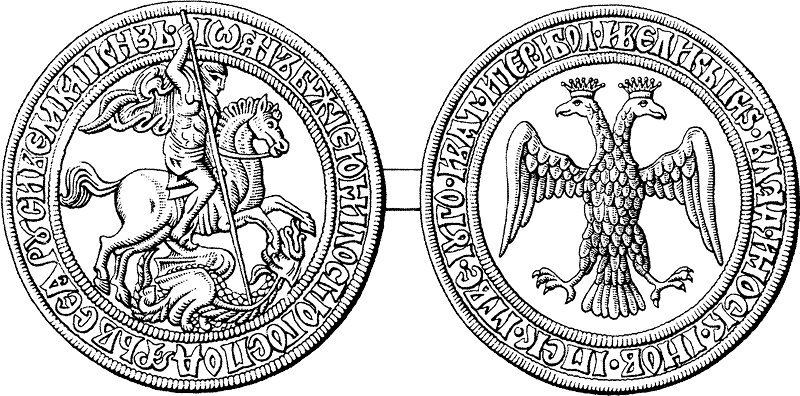
Печать Ивана III Васильевича (лицевая и оборотная стороны). 1497 год
Печать Ивана IV Васильевича с изображением единорога (лицевая и оборотная стороны)
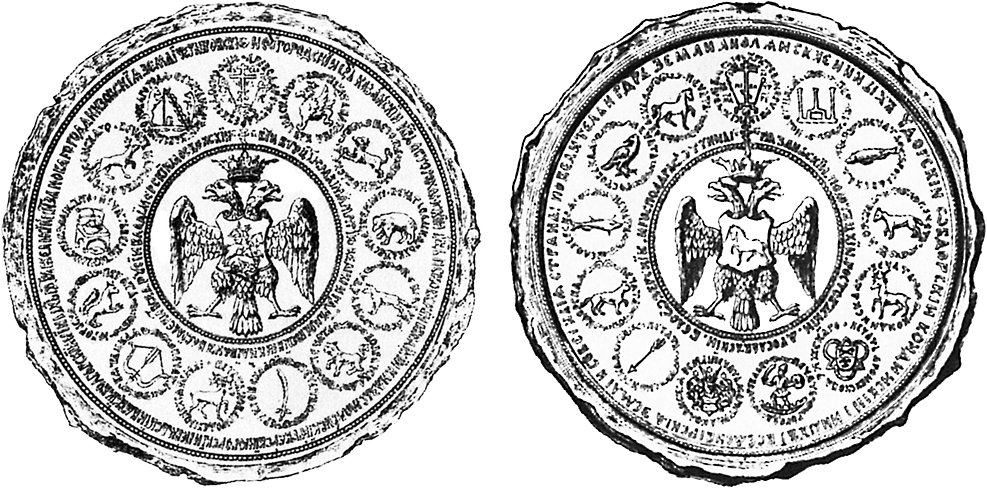
Большая государственная печать Ивана IV Васильевича (лицевая и оборотная стороны). 1577—1578 годы

На Большой государственной печати Ивана Грозного 1577—1578 годов двуглавого орла вместо двух корон венчает только одна большая корона, на этой печати впервые вокруг орла изображены 24 земельные эмблемы (по 12 на каждой стороне печати), помещённые в медальоны. Их последовательность вторит полному титулу царя, размещённому в виде надписи во внутренних и внешних кольцевых строках. Над самой короной находится восьмиконечный православный крест, а ещё выше — «крест на Голгофе» (Голгофский крест) с орудиями страстей Христовых и Адамовой головой.

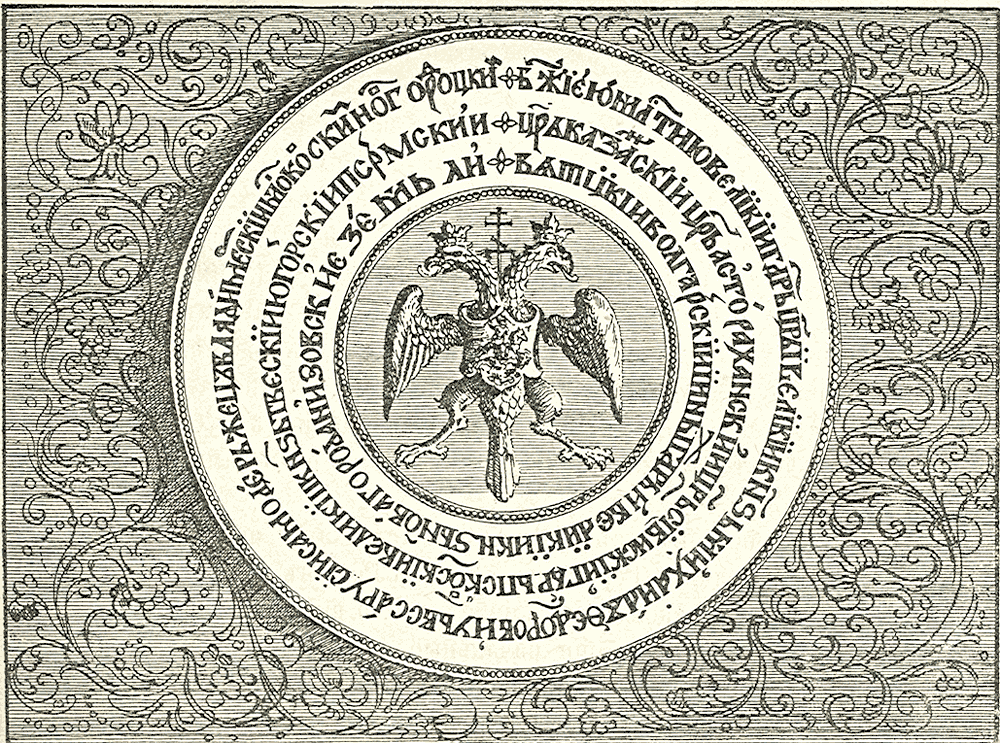
Печать царя Михаила Фёдоровича (с крестом между глав орла). Гравюра из русского издания книги Адама Олеария «Описание путешествия в Московию…»

На Больших печатях царей Фёдора Ивановича, Бориса Годунова, Василия Шуйского и Михаила Фёдоровича между голов орла также помещался православный Голгофский крест. В целом, практика размещения на государственных печатях данного креста примерно совпадает со временем утверждения патриаршества в Русской православной церкви и церковной независимости России.
Существенно иное изображение присутствует на одной из прикладных печатей Лжедмитрия І (она приложена к документу 1604 года; на ней Лжедмитрий, ещё не венчанный на царство, именуется «царевичем Московским»). На печати орёл — с поднятыми крыльями, под тремя коронами, а всадник на груди орла повёрнут в левую от зрителя сторону согласно западноевропейским геральдическим правилам. Предполагается, что данную печать изготовил иноземный, скорее всего, польский мастер: об этом свидетельствуют как некоторые лингвистические особенности надписи на ней, так и сама стилистика изображения. Однако все эти нововведения Смутного времени тогда не прижились (сам Лжедмитрий I позднее использовал печати с традиционной для русских государей стилистикой) — примерно до середины XVII века продолжается широкое использование печатей, на которых помещался двуглавый орёл, увенчанный двумя коронами, а между головами орла находился восьмиконечный православный крест.
В 1625 году при царе Михаиле Фёдоровиче на его Малой печати (так называемой «орловской воротной») между голов орла появляется третья корона, а с 1645 года, уже при царе Алексее Михайловиче (сыне Михаила Фёдоровича), на Большой государственной печати над двуглавым орлом также помещаются три короны (с этого времени именно такой тип герба становится основным).

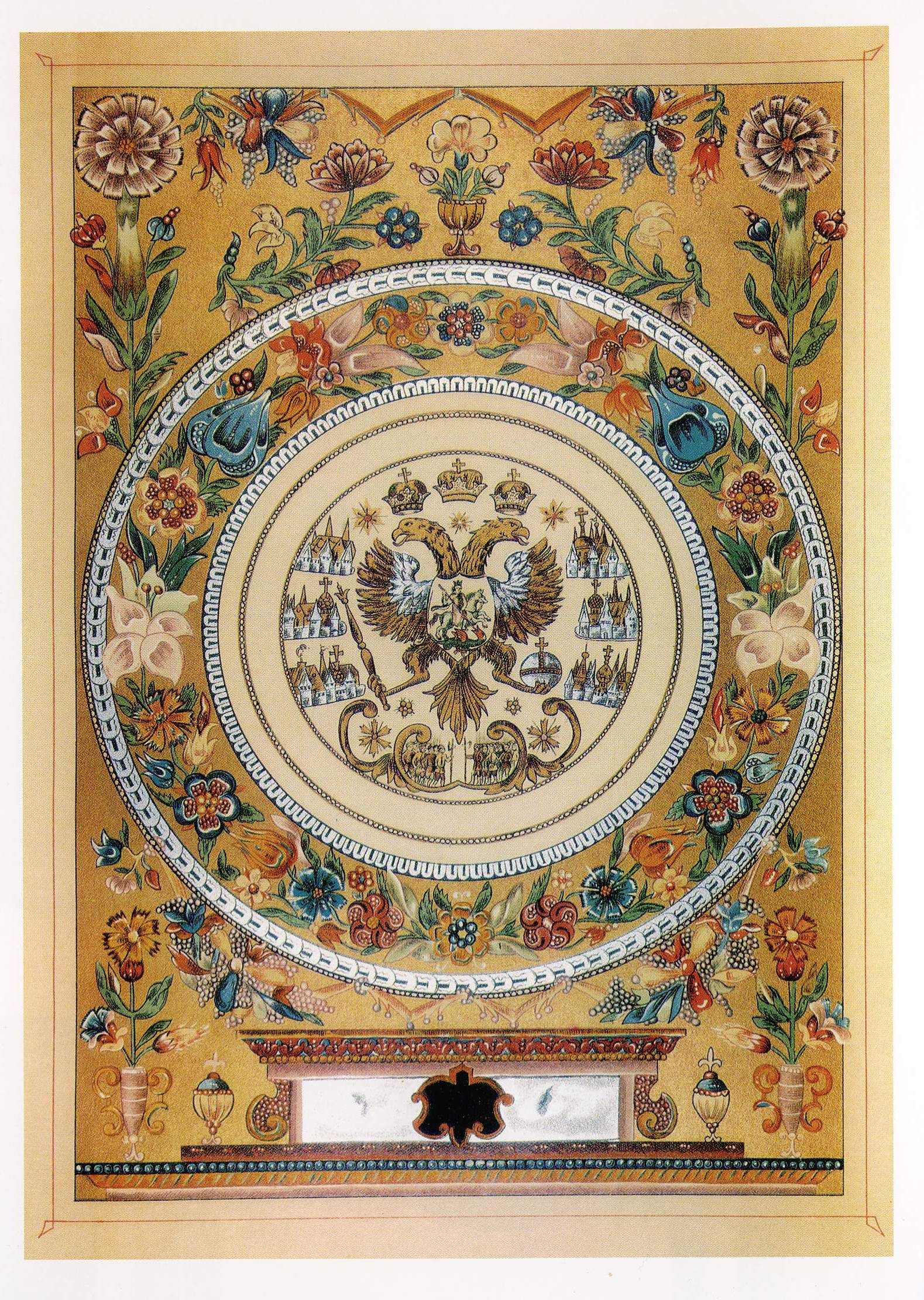
Государственный герб на Большой государственной печати (изображение из «Титулярника» 1672 года)

Со второй половины XVII века царь Алексей Михайлович использовал печати, на которых двуглавый орёл держит в лапах скипетр и державу — общепринятые во всех европейских монархиях символы королевской или императорской власти. Кроме этого, начиная с 1654 года орёл изображается с поднятыми крыльями.
14 (24) декабря 1667 года появился именной указ царя Алексея Михайловича «О титуле Царском и о Государственной печати», в котором впервые официально давалось описание и разъяснялось значение российского государственного герба:

«Орёл двоеглавный есть герб державный, Великого Государя, Царя и Великого Князя Алексея Михайловича, всея Великия и Малыя и Белыя России Самодержца, Его Царского Величества Российского Царствия, на котором три коруны изображены, знаменующие три великие, Казанское, Астраханское, Сибирское, славные Царства, <…> на персях изображение наследника; в пазноктях скипетр и яблоко, и являют милостивейшего Государя, Его Царского Величества Самодержца и Обладателя».

В указе разъяснялась символика трёх корон (венцов) на государственной печати — они тогда обозначали три царства: Казанское, Астраханское и Сибирское, а скипетр и держава («яблоко державное») олицетворяли «Государя, <…> Самодержца и Обладателя».
По двум сторонам от орла на государственной печати помещались изображения шести «градов» (городов) в виде крепостей со зданиями и храмами, сопровождавшиеся буквами В, М, Б и В, З, С — они означали соответственно «Великую, Малую и Белую России» и «Восточные, Западные и Северные страны», на которые распространялась власть русского государя. Под орлом находились две группы воинов, обозначенные в описании печати как «знак отчича и дедича».
В 1672 году был составлен первый русский гербовник — «Большая государева книга, или Корень российских государей», известный также как «Титулярник». В нём представлены разные варианты российского государственного герба — двуглавого орла (с всадником на груди орла и без него).
В многоцветном исполнении государственный герб тогда встречался нечасто, но в таких случаях двуглавый орёл чаще всего изображался золотым в красном либо белом поле, хотя иногда он мог быть и чёрным в золотом поле, и белым (серебряным) в красном поле и др. Однако подобные раскраски герба в то время не были официально закреплены и часто носили достаточно произвольный характер.

### Герб Российской империи

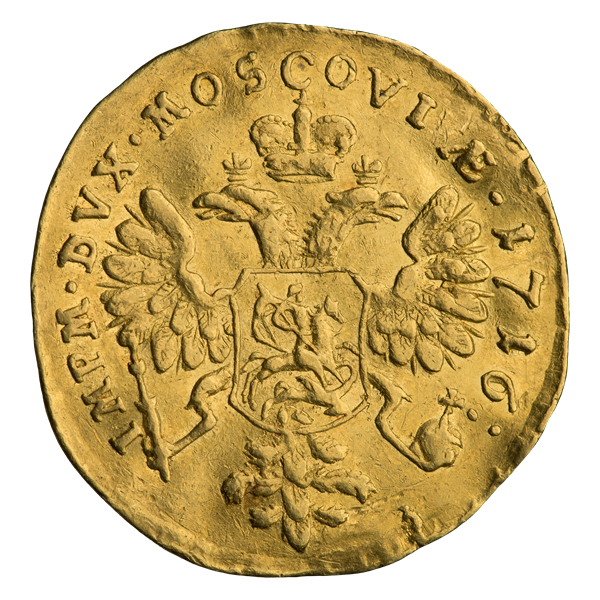
Государственный герб на золотом червонце Петра I (реверс монеты).
1716 год

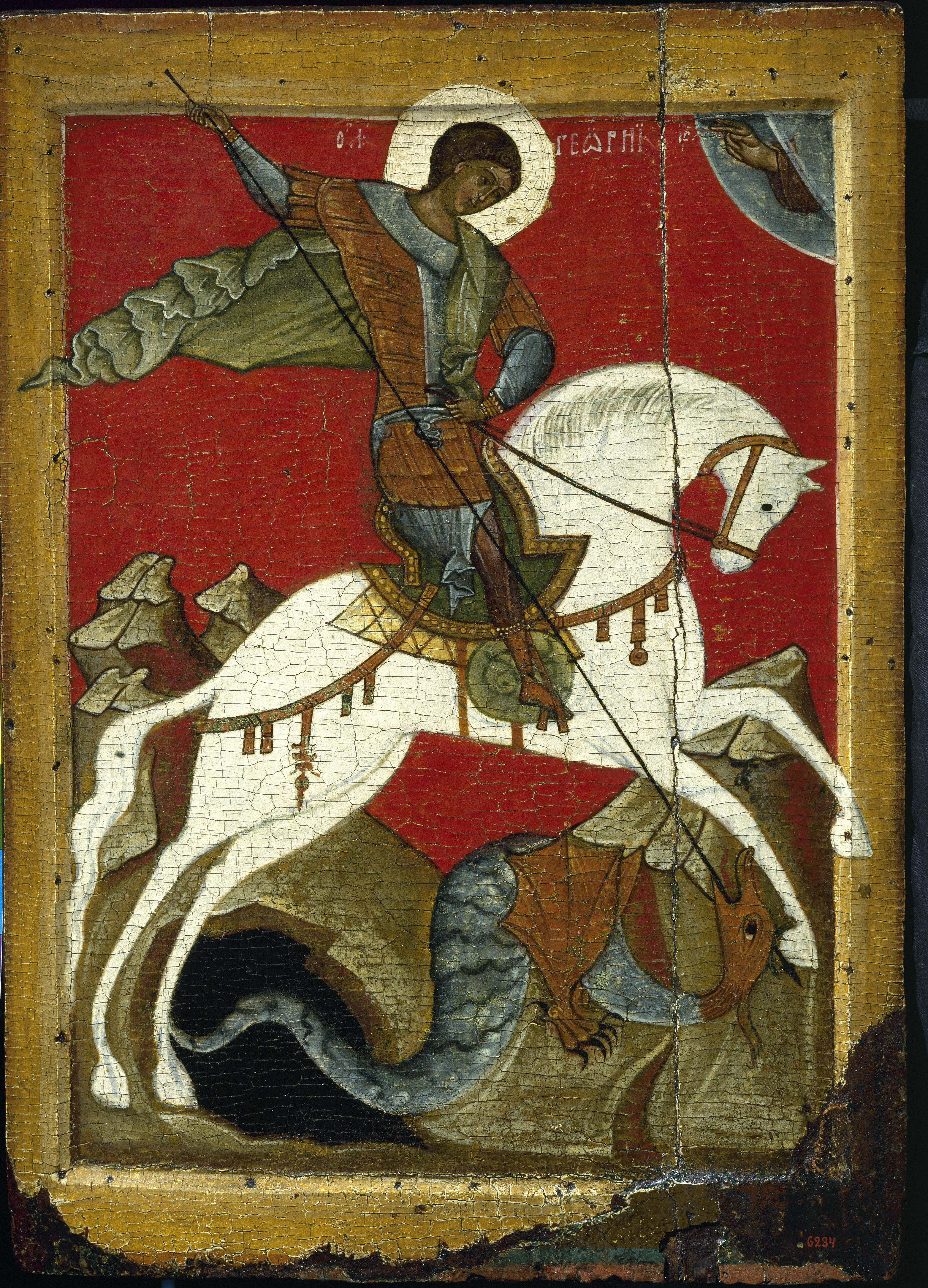
Икона «Чудо Георгия о змие». Конец XIV — начало XV веков

В начале XVIII века при царе Петре I российский государственный герб видоизменился: щиток с всадником-драконоборцем, которого сам государь называл святым Егорием или Егоргием (то есть святым Георгием), на груди двуглавого орла теперь окружался цепью ордена Святого апостола Андрея Первозванного (иногда цепь Андреевского ордена могла обрамлять весь герб); начиная с 1710-х годов, ещё до официального принятия Петром I императорского титула, на государственных печатях вместо прежних царских венцов над головами орла стали помещаться императорские короны западноевропейского образца. В 1722 году граф Ф. М. Санти, заложивший основы русской геральдики, разработал описание государственного герба, согласно которому чёрный двуглавый орёл помещался в золотом поле, а на груди орла находился Московский герб — в красном поле святой Георгий на серебряном (белом) коне, поражающий копьём чёрного змия (данное описание по сути отразило фактически использовавшиеся к этому времени цветовые решения герба). В дальнейшем, уже при императрице Екатерине I, государственные гербовые цвета — чёрный и жёлтый (золотой) — были официально зафиксированы в указе Сената от 11 (22) марта 1726 года об изготовлении новой Государственной печати, где герб описывался как «орёл чёрный с распростёртыми крыльями в жёлтом поле».
С 1720—1730-х годов в описаниях гербов и инструкциях по их составлению всадник государственного герба уже официально именуется святым Георгием. Таким образом постепенно произошла его трансформация от символического изображения государя на коне к образу святого Георгия Победоносца. Окончательно это состоялось в 1781 году при императрице Екатерине II, когда были утверждены гербы городов Московской губернии: «Город Москва, имеет старый герб. Святый Георгий на коне, <…> как в средине Государственного герба, в красном поле, поражающий копием чёрного змия».
В 1799 году император Павел I, ставший к тому времени великим магистром Мальтийского ордена, своим указом включил в состав государственного герба мальтийские крест и корону. В 1801 году его преемник Александр I эти нововведения отменил.
Павел І также задумал ввести Полный герб Российской империи: в декабре 1800 года он утвердил манифест, в котором описывался сложный проект нового герба. Всего на многочастном щите помещались 43 герба; в центре его находился герб бо́льшего, чем остальные, размера — золотой щит с чёрным двуглавым орлом и мальтийскими крестом (его концы проглядывали из-под сердцевого щитка со святым Георгием Победоносцем) и короной. Однако в итоге данный герб так и не был введён в употребление.

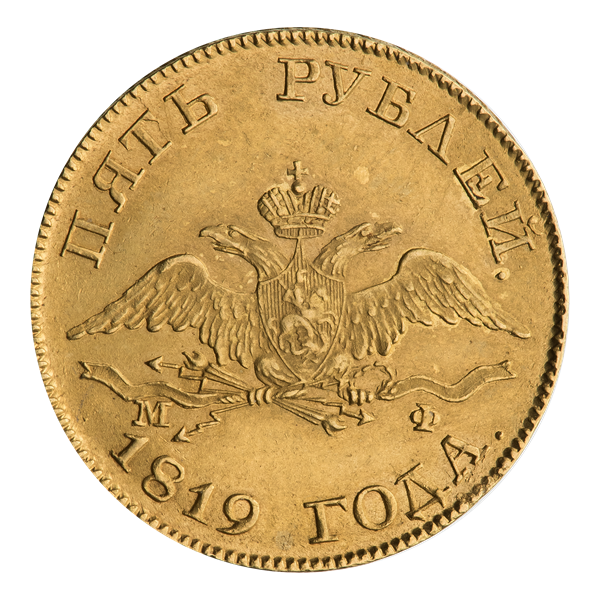
Монета достоинством 5 рублей времён Александра І с изображением двуглавого орла (аверс). 1819 год

Во времена царствования императоров Александра I и Николая I двуглавый орёл часто изображался в господствовавшем тогда стиле ампир: вместо скипетра и державы он держит в лапах перевитые лентами лавровый венок, факел и молнии («перуны» или «громовые стрелы»); щиток на груди орла имеет необычную сердцевидную форму, заострённую кверху; крылья орла поменяли свой привычный вид — они стали широко распростёртыми и опущенными вниз (подобные изображения герба допускались на монетах, гербовой бумаге, кокардах, знамёнах, однако государственной печати эти изменения не коснулись).
При Николае І официально закреплён ещё один тип изображения государственного герба — на крыльях двуглавого орла помещались щитки с шестью титульными гербами: Астраханского, Казанского и Сибирского царств, Царства Польского, Царства Херсонеса Таврического и Великого княжества Финляндского (позднее к ним добавили два щитка: с гербом Грузинского царства и соединённых гербов Великих княжеств — Киевского, Владимирского и Новгородского).
Во время правления императора Александра II была проведена реформа российской геральдики с целью сближения государственной символики Российской империи с общепринятыми в европейской геральдике правилами. Под руководством Б. В. Кёне, впоследствии возглавившего Гербовое отделение Департамента герольдии Сената, созданы Большой, Средний и Малый государственные гербы, исполненные в соответствии с нормами европейской геральдики (эскизы гербов выполнил художник А. А. Фадеев). Так, всадник на груди гербового орла стал изображаться повёрнутым в левую от зрителя сторону. В конце 1856 года рисунки новых государственных гербов представлены Александру II и утверждены, а 11 (23) апреля 1857 года он также утвердил официальные подробные описания гербов, которые затем были опубликованы.
В 1882—1883 годах императором Александром III утверждаются новые варианты Большого, Среднего и Малого государственных гербов, выполненные профессором живописи А. И. Шарлеманем. В отличие от государственных гербов 1856—1857 годов, императорские короны стали изображаться не золотыми, а серебряными (то есть исходя из фактического цвета российских императорских корон), изменились формы самого государственного орла и фигур архангелов-щитодержателей. Кроме этого, в Большой герб был добавлен щит с гербом Туркестанским.
В утверждённом 3 (15) ноября 1882 года императором Александром III описании Большого (или Полного) государственного герба Российской империи говорилось:

«Российский Государственный герб есть в золотом щите чёрный двоеглавый орёл, коронованный двумя Императорскими коронами, над которыми третия такая ж, в большем виде, корона, с двумя развевающимися концами ленты Андреевского ордена. Государственный орёл держит золотые скипетр и державу. На груди орла герб Московский: в червлёном с золотыми краями щите Святый Великомученик и Победоносец Георгий в серебряном вооружении и лазуревой приволоке (мантии), на серебряном, покрытом багряною тканью с золотою бахромою, коне, поражающий золотого, с зелёными крыльями, дракона, золотым, с осьмиконечным крестом на верху, копьём…»

Щит с двуглавым орлом венчал так называемый шлем Святого Великого Князя Александра Невского. Вокруг щита помещалась цепь ордена Святого апостола Андрея Первозванного; по сторонам находились изображения святых архистратига Михаила и архангела Гавриила. Сень над щитом — золотая, увенчанная императорской короной, а также усеянная изображениями российских двуглавых орлов и подложенная горностаевым мехом; на сени имелась червлёная надпись: «Съ Нами Богъ!». Над сенью находилась Государственная хоругвь с восьмиконечным крестом на древке.
Главный щит снизу окружали восемь щитов с гербами царств и великих княжеств, увенчанные соответствующими царскими шапками и коронами, а также щит с Родовым Его Императорского Величества гербом. Выше главного щита помещались шесть щитов с гербами княжеств и областей.
Средний государственный герб представлял собой упрощённый вариант Большого герба — без Государственной хоругви и шести территориальных гербов, располагавшихся над сенью.
Малый государственный герб был утверждён в двух вариантах. Первый вариант — золотой щит с чёрным двуглавым орлом, увенчанный шлемом Александра Невского, под золотой сенью; второй — представлял собой чёрного двуглавого орла под тремя императорскими коронами, на его груди размещался Московский герб (кроме того, на крыльях орла находились восемь щитков с гербами царств и великих княжеств, а щиток с Московским гербом окружала цепь ордена Святого апостола Андрея Первозванного).
Утверждённые в 1882—1883 годах варианты государственного герба Российской империи просуществовали без изменений вплоть до 1917 года.

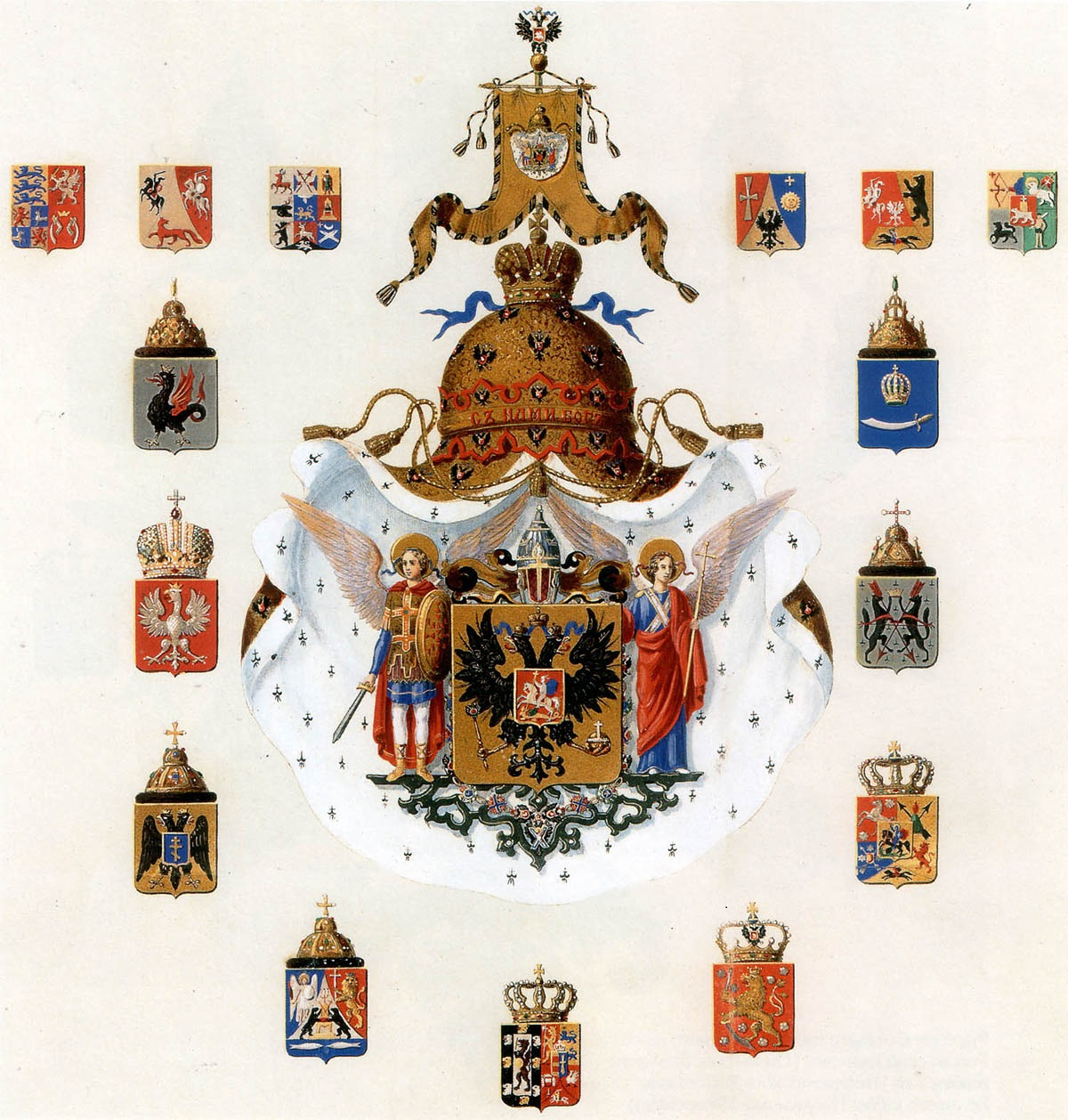
Большой государственный герб Российской империи. 1856 год
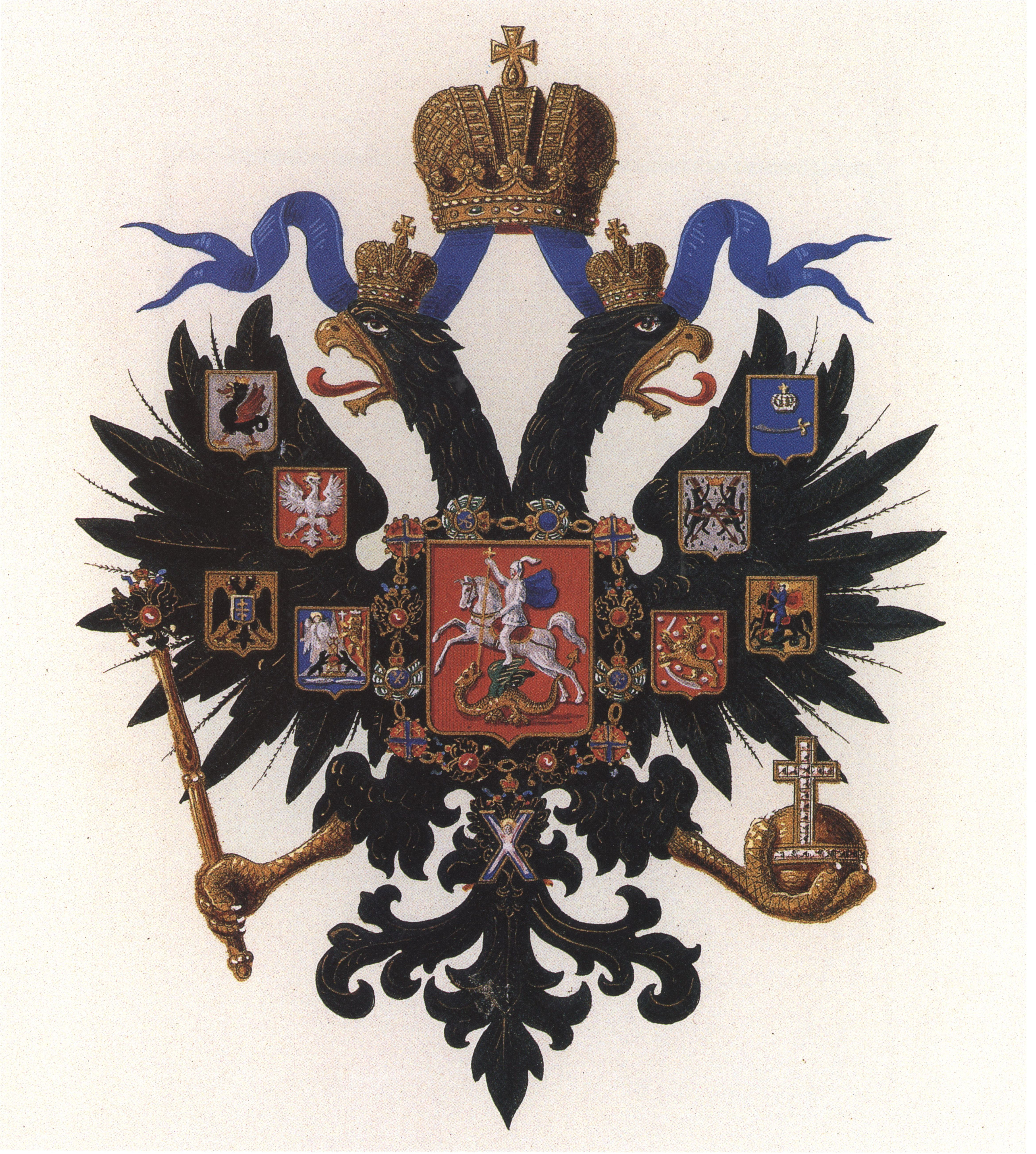
Малый государственный герб Российской империи. 1856 год
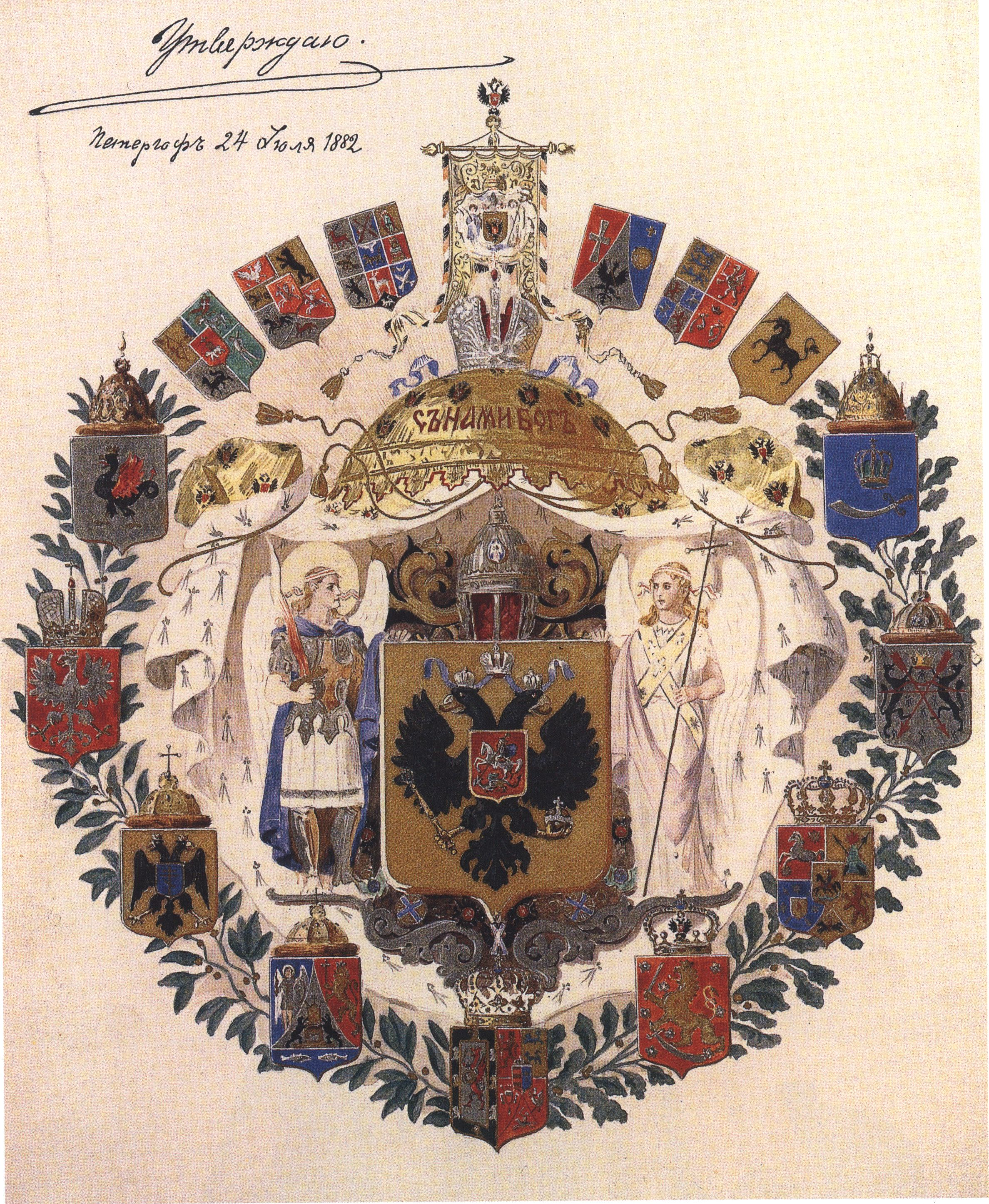
Большой государственный герб Российской империи. 1882 год
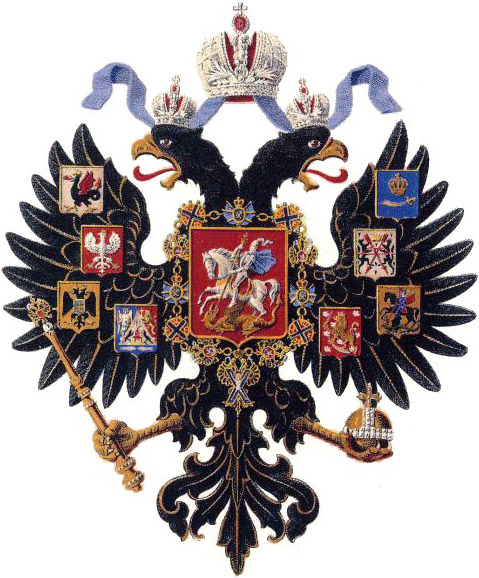
Малый государственный герб Российской империи. 1883 год

### Эмблема Российской республики (1917—1918 годы)

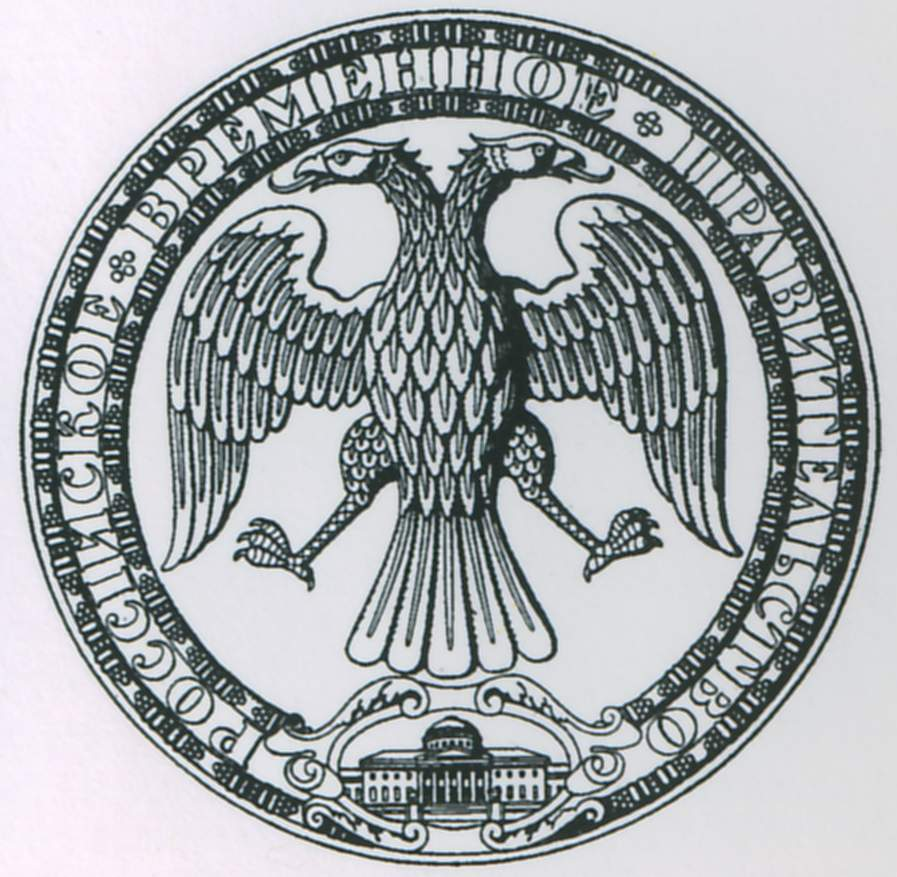
Печать Российского Временного правительства. 1917 год

После революционных событий февраля 1917 года император Николай II был вынужден отречься от престола в пользу своего брата великого князя Михаила Александровича, который, в свою очередь, передал власть Временному правительству.
8 (21) марта 1917 года известный русский геральдист В. К. Лукомский в своём письме министру иностранных дел П. Н. Милюкову предложил оставить в качестве герба России двуглавого орла, убрав с него атрибуты монархической власти (короны, титульные гербы и др.). Данный вопрос обсуждался и в Комиссии по делам искусств при Исполкоме Петроградского Совета рабочих и солдатских депутатов [в её состав входили Максим Горький (председатель), В. К. Лукомский, И. Я. Билибин, А. Н. Бенуа, Н. К. Рерих и др.].
21 марта (3 апреля) 1917 года министр-председатель Временного правительства князь Г. Е. Львов и министр иностранных дел П. Н. Милюков утвердили эскиз печати Временного правительства, выполненный художником И. Я. Билибиным. На рисунке был изображён двуглавый орёл без корон, скипетра, державы, титульных гербов и щитка с Георгием Победоносцем. Он внешне напоминал орла с печати Ивана III 1497 года. В нижней части эмблемы в овальном картуше помещалось изображение Таврического дворца — место заседаний Государственной думы.
В апреле 1917 года Юридическое совещание при Временном правительстве выразило мнение о том, что двуглавый орёл без монархических символов, изображённый на печати Временного правительства, может быть использован в качестве герба Российского государства. При этом окончательное решение о государственном гербе России [с 1 (14) сентября 1917 года — Российской республики] откладывалось до созыва Всероссийского Учредительного собрания.
Эмблема Временного правительства имела хождение вплоть до принятия 10 июля 1918 года Конституции РСФСР, по которой вводился новый герб государства (однако отменённая эмблема фактически использовалась и после 10 июля 1918 года в связи с техническими сложностями оперативного изготовления новых печатей и клише — например, на первой серии советских банкнот 1918 года).
На территории, контролировавшейся армиями Белого движения, указанная эмблема также использовалась некоторое время — в частности, она присутствовала на денежных знаках, выпускавшихся Ростовской-на-Дону конторой Государственного банка (так называемый «донской рубль»).
В 1990-е годы бывшая эмблема Временного правительства послужила основой для одного из проектов герба Российской Федерации. Впоследствии весьма схожее с рисунком И. Я. Билибина изображение стало эмблемой Центрального банка России.

### Российское государство (1918—1920 годы)

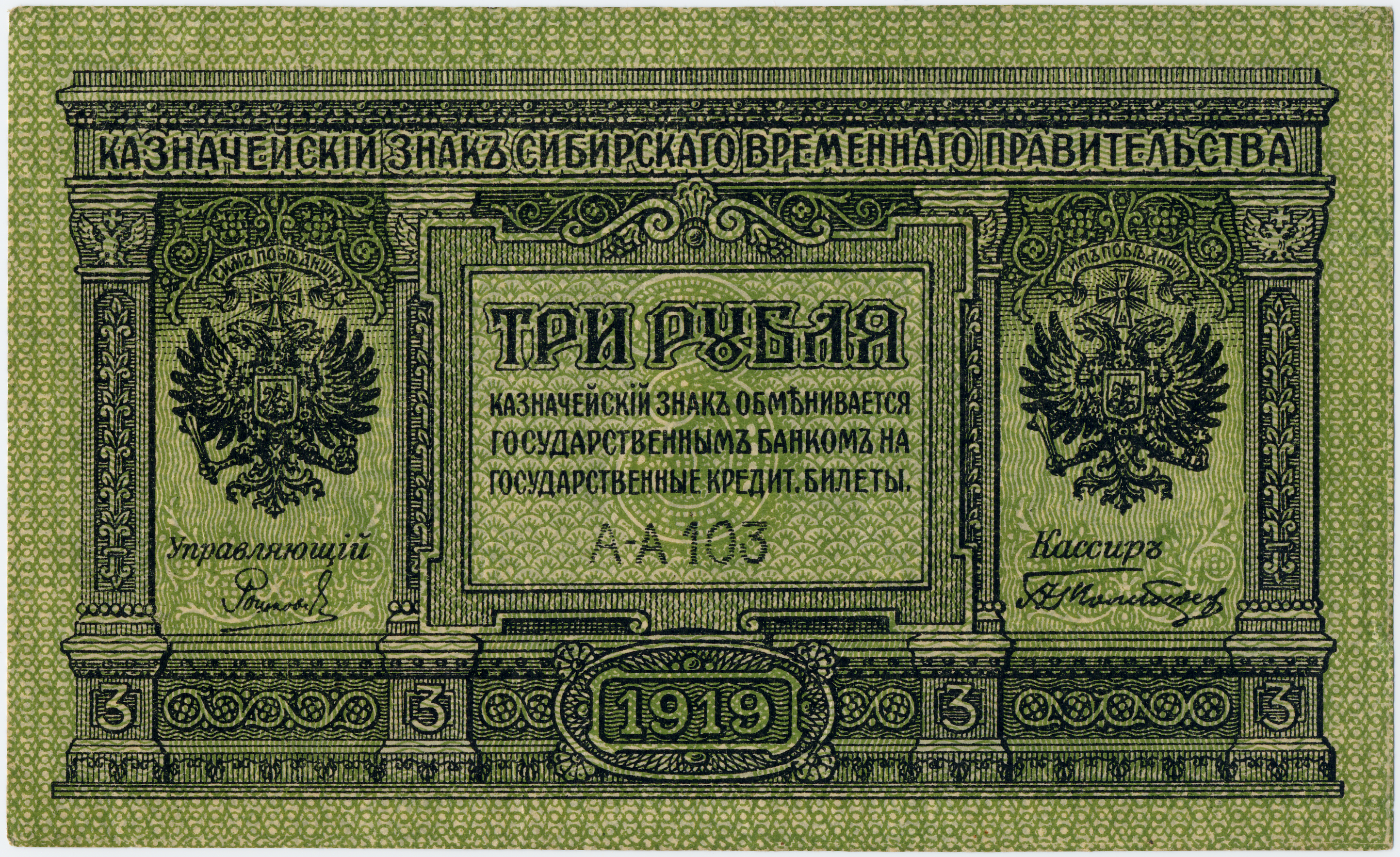
Проект государственного герба России работы художника Г. А. Ильина на 3-рублёвой банкноте (казначейском знаке) Сибирского временного правительства. 1919 год

В сентябре 1918 года актом Государственного совещания, проходившего в Уфе, с целью восстановления «государственного единства и независимости России» создано Временное Всероссийское правительство («Уфимская Директория») и установлено, что оно будет являться «впредь до созыва Всероссийского Учредительного Собрания … единственным носителем верховной власти на всём пространстве государства Российского».
18 ноября 1918 года Совет министров Всероссийского правительства (исполнительный орган Директории) постановил передать всю высшую государственную власть Верховному правителю России, которым был избран адмирал А. В. Колчак.
В феврале 1919 года, вскоре после прихода к власти А. В. Колчака, в Омске объявлен конкурс по разработке нового российского герба, который организовало Общество художников и любителей изящных искусств Степного края. В соответствии с условиями конкурса, герб следовало создавать на основе традиционного изображения российского двуглавого орла, однако вместо монархических эмблем (корон, скипетра и державы) он должен был содержать символы «новой возрождающейся государственности».
Основным претендентом на победу из примерно ста представленных работ считался проект государственного герба, созданный художником Г. А. Ильиным, который оставил на нём державу и цепь ордена Святого апостола Андрея Первозванного, при этом заменив короны и скипетр на соответственно крест и меч. Герб венчала лента с девизом «Симъ побѣдиши».
Хотя герб не был окончательно утверждён жюри конкурса, он размещался на денежных знаках Российского правительства адмирала Колчака, а также встречался в периодических изданиях того времени.

### Герб РСФСР (1918—1992 годы)
10 июля 1918 года V Всероссийский съезд Советов рабочих, крестьянских, солдатских и казачьих депутатов принял первую Конституцию РСФСР, в которой официально закреплялось описание её герба (предполагаемый автор проекта — художник А. Н. Лео):

«89. Герб Р. С. Ф. С. Р. состоит из изображений на красном фоне в лучах солнца золотых серпа и молота, помещённых крест-на-крест рукоятками книзу, окружённых венцом из колосьев, и с надписью:
а) Российская Социалистическая Федеративная Советская Республика, и
б) Пролетарии всех стран, соединяйтесь!»
— Раздел 6, глава XVII, статья 89 Конституции РСФСР 1918 года

Герб РСФСР (1918—1920 годы)
Герб РСФСР (1920—1954 годы)
Герб РСФСР (1954—1978 годы)
Герб РСФСР (1978—1992 годы)

20 июля 1920 года ВЦИК утвердил новый вариант герба, разработанный художником Н. А. Андреевым. Окончательно новый герб был узаконен Конституцией РСФСР, принятой XII Всероссийским съездом Советов 11 мая 1925 года. С небольшими изменениями этот герб фактически просуществовал до 1993 года.

### Герб Российской Федерации

Герб Российской Федерации (с 16 мая 1992 года по 30 ноября 1993 года)

Один из предложенных в 1991 году альтернативных проектов герба сочетал в себе символику Российской республики и РСФСР

5 ноября 1990 года Совет Министров РСФСР принял постановление об организации работы по созданию новых государственных флага и герба РСФСР. Этим постановлением формировалась Комиссия по созданию Государственного флага и Государственного герба РСФСР, которая в трёхмесячный срок должна была представить соответствующие проекты государственной символики.
В начале 1991 года на рассмотрение комиссии по созданию новых государственных символов РСФСР поступил ряд проектов, в том числе и такой гибридный вариант: на геральдическом щите герба РСФСР предлагалось изобразить золотого или серебряного двуглавого орла без корон, титульных гербов и иных атрибутов (проект герба периода Временного правительства 1917 года), а сам геральдический щит окружить венцом из ржаных колосьев или веток берёзы, связанных лентой с девизом «Единство и суверенитет». По итогам рассмотрения предложений Комитет по делам архивов Совета министров РСФСР рекомендовал использовать в качестве герба РСФСР золотого двуглавого орла на красном поле, но внесение соответствующих законопроектов в Верховный Совет РСФСР отложили до окончания избирательной кампании по выборам президента РСФСР. В ноябре 1991 года Съезд народных депутатов РСФСР утвердил трёхцветный государственный флаг, герб же остался без изменений.
18 декабря 1991 года на заседании правительства России под председательством Б. Н. Ельцина обсуждались два проекта государственного герба: оба они представляли собой изображение двуглавого орла, различия имелись лишь в деталях рисунка. Однако окончательное решение о гербе тогда не приняли (при этом рисунки обоих проектов герба были опубликованы в номере официальной «Российской газеты» от 21 декабря 1991 года, а один из проектов, основанный на эмблеме Временного правительства 1917 года, стал впоследствии использоваться Центральным банком России).
25 декабря 1991 года РСФСР получила новое наименование — Российская Федерация, поэтому в апреле 1992 года в описание государственного герба внесли небольшую поправку: надпись «РСФСР» была изменена на «Российская Федерация». Но несмотря на отказ от коммунистической идеологии, серп и молот, а также лозунг «Пролетарии всех стран, соединяйтесь!» на гербе остались. Новый вариант герба использовался сравнительно редко (например, в кабинете председателя Верховного Совета России и на трибуне Верховного Совета России); на бланках документов продолжал использоваться герб РСФСР со старым наименованием государства. В Положение о Государственном гербе РСФСР изменения внесены не были, согласно статье 2 Положения предусматривался герб 1978 года с надписью «РСФСР».
Использование в современной России старого советского герба с коммунистической символикой заключало в себе идеологическое противоречие, поэтому разработка новых государственных символов продолжилась.

Проект Государственного герба Российской Федерации, предлагавшийся депутатом Государственной думы России О. А. Шенкарёвым в 1994 и 1997 годах

Представленные правительством Российской Федерации проекты герба несли в качестве основной фигуры золотого двуглавого орла без корон, скипетра, державы и других атрибутов. Они были рассмотрены в начале марта 1992 года Комиссией Верховного Совета России по культуре и подверглись острой критике за «недостаточно державный вид».
Свой вариант герба предложила Конституционная комиссия: в проекте Конституции от 17 марта 1992 года устанавливалось следующее его описание (повторявшее, с рядом изъятий, описание дореволюционного государственного герба согласно части первой статьи 61 Основных государственных законов Российской империи 1906 года):

Статья 136
(2) Российский Государственный Герб есть в золотом щите чёрный двоеглавый орёл, коронованный двумя коронами, над которыми третья, в большем виде, такая же корона; государственный орёл держит золотые скипетр и державу; на груди орла герб Московский.

Это описание герба сохранилось и в более поздней редакции проекта Конституции Российской Федерации (её основные положения были одобрены 18 апреля 1992 года VI Съездом народных депутатов России), однако стилистика описания изменилась: термин «Российский Государственный Герб», взятый непосредственно из Основных государственных законов Российской империи, заменили на «Государственный герб Российской Федерации», употреблявшийся в действовавшем законодательстве, а в отношении герба на груди орла внесено уточнение, что это исторический Московский герб, поскольку существовавший в то время советский герб Москвы радикально отличался от дореволюционного. Положение проекта Конституции о государственном гербе стало излагаться следующим образом:

Статья 130
(2) Государственный герб РФ — чёрный двуглавый орёл в золотом щите, коронованный двумя коронами, над которыми находится третья такая же корона в большем виде; государственный орёл держит золотые скипетр и державу; на груди орла находится исторический Московский герб.

27 ноября 1992 года этот проект описания герба получил предварительное одобрение Верховного Совета России; в дальнейшем с незначительными изменениями оно сохранялось в проекте Конституции вплоть до июля-августа 1993 года.
4 декабря 1992 года Конституционная комиссия рекомендовала VII Съезду народных депутатов России утвердить предложенное описание государственного герба до принятия новой Конституции России. Однако на заседании 5 декабря 1992 года Съезд это предложение не утвердил, поскольку оно не набрало нужного числа голосов.
К маю 1993 года Управление геральдики Росархива подготовило новый рисунок герба, учитывавший предложения Конституционной комиссии и правительства Российской Федерации. В качестве государственного герба России предлагалось утвердить золотого двуглавого орла на красном поле, как и в вариантах, ранее представленных правительством России, но в отличие от них над головами орла дополнительно помещались три короны, а на груди орла — красный щит с изображением всадника, поражающего копьём дракона, что сближало предлагавшийся герб с вариантом Конституционной комиссии.
Новый проект герба поддержала рабочая группа Конституционной комиссии, которая, в числе прочих поправок, предложила внести его описание (впоследствии утверждённое, с рядом незначительных изменений, указом президента России от 30 ноября 1993 года) в официальный («парламентский») проект Конституции:

39. Статья 128 часть (2).
(2) Государственный герб Российской Федерации представляет собой золотого двуглавого орла, помещённого на красном поле. Над орлом три исторические короны Петра Великого (две малые — над головами и над ними — одна большего размера). В лапах орла — скипетр и держава. На груди орла на красном щите изображение всадника, поражающего копьём дракона.

Однако в последующих редакциях проекта Конституции Российской Федерации, подготовленного Конституционной комиссией, описание герба исключили и заменили отсылкой к федеральному закону (как это было и в редакциях до 17 марта 1992 года).
В проекте Конституции, подготовленном по поручению президента России к концу апреля 1993 года и доработанном на Конституционном совещании 12 июля 1993 года, описание государственных символов (герб, флаг и гимн) отсутствовало, их предполагалось закрепить соответствующими федеральными конституционными законами. После трагических событий сентября — октября 1993 года к вопросу о государственных символах России вернулись лишь в ноябре 1993 года.
16 ноября 1993 года распоряжением президента России Б. Н. Ельцина создана специальная комиссия (её председателем стал главный государственный архивист России Р. Г. Пихоя), которая должна была подвести итог трёхлетней работы по разработке государственного герба и подготовить проект соответствующего указа.
В итоге президенту Б. Н. Ельцину представили два варианта проекта герба работы художника Е. И. Ухналёва. Рисунки на обоих эскизах были по сути идентичными, различались лишь цвета элементов герба. Один из эскизов представлял собой нынешний герб (золотой орёл под тремя золотыми коронами на красном щите), другой основывался на цветах герба Российской империи и одновременно частично отличался от него: чёрный орёл на золотом щите, над орлом — золотые короны (а не серебряные), соединённые красной лентой (а не голубой лентой ордена Святого Андрея Первозванного), в лапах орла — золотые скипетр и держава, на груди орла в красном щите — серебряный всадник на серебряном коне, поражающий копьём чёрного дракона.
30 ноября 1993 года указом президента России Б. Н. Ельцина «в целях восстановления исторической символики Российского государства» и с учётом того, что Государственный герб РСФСР утратил своё символическое значение, были утверждены Положение о Государственном гербе Российской Федерации и сам рисунок государственного герба, выполненный художником Евгением Ухналёвым (указ вступил в силу 2 декабря 1993 года). В Положении закреплялось следующее описание Государственного герба Российской Федерации:

1. Государственный герб Российской Федерации представляет собой изображение золотого двуглавого орла, помещённого на красном геральдическом щите; над орлом — три исторические короны Петра Великого (над головами — две малые и над ними — одна большего размера); в лапах орла — скипетр и держава; на груди орла на красном щите — всадник, поражающий копьём дракона.
2. Допускаются воспроизведение Государственного герба Российской Федерации в одноцветном варианте, а также его воспроизведение в виде главной фигуры — двуглавого орла.

Утверждённое положение носило временный характер и должно было утратить силу с принятием соответствующего закона. Дважды (в 1994 и 1997 годах) соответствующий федеральный конституционный закон вносился в Государственную думу, но каждый раз ею отклонялся.
В 1994 и 1997 годах депутат от фракции КПРФ О. А. Шенкарёв вносил на рассмотрение Государственной думы проекты федеральных конституционных законов о государственных символах России, в которых в качестве государственного герба по сути предлагалось восстановление в несколько изменённом виде герба РСФСР. Однако эти законопроекты не были приняты Думой.

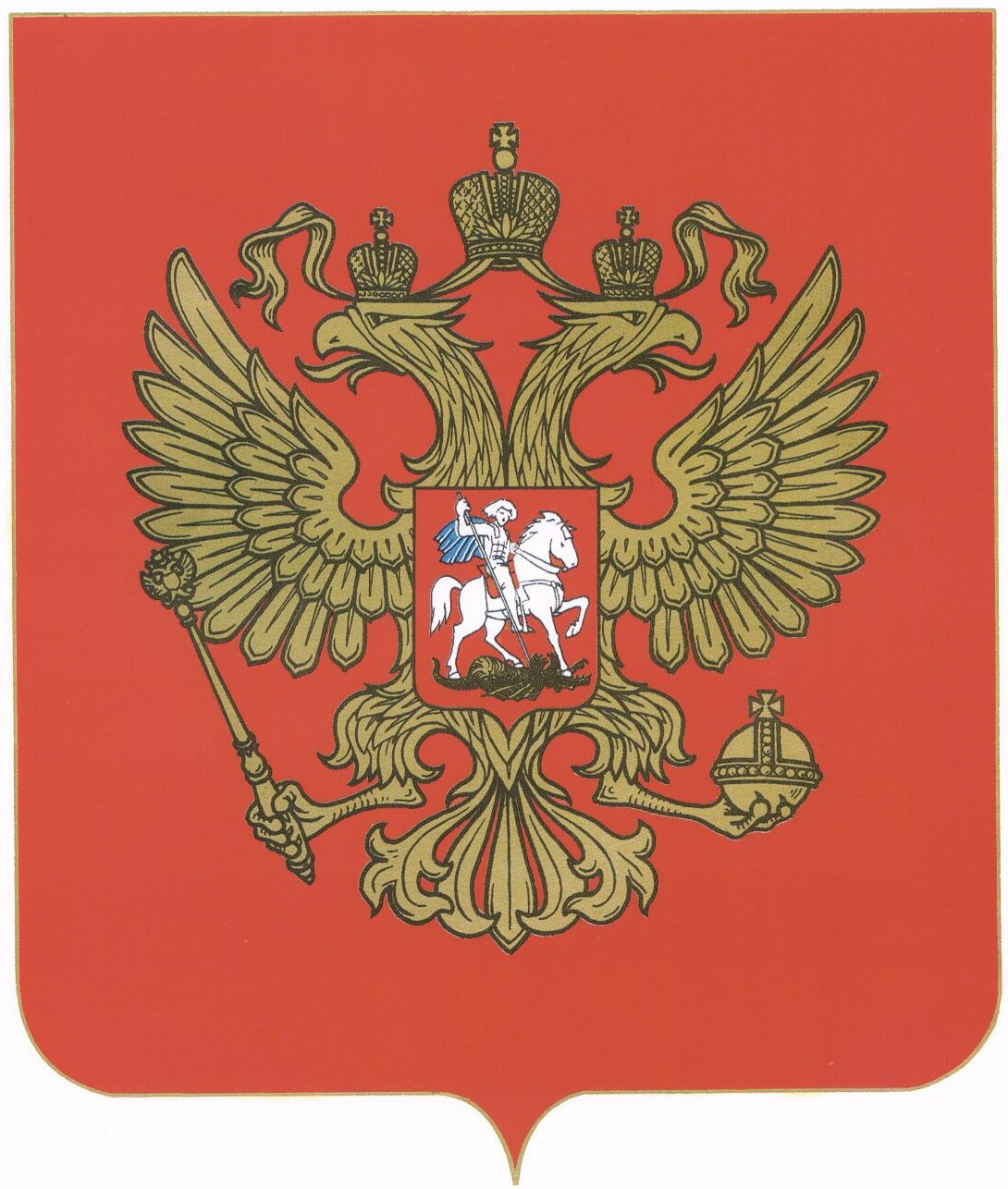
Приложение 1 к Федеральному конституционному закону «О Государственном гербе Российской Федерации» с цветным изображением герба России

25 декабря 2000 года президент России В. В. Путин подписал Федеральный конституционный закон «О Государственном гербе Российской Федерации», ранее принятый Государственной думой и одобренный Советом Федерации. Данным законом в качестве государственного был оставлен герб образца 1993 года и утверждены правила его использования. Описание герба в законе установлено следующим образом:

Статья 1. Государственный герб Российской Федерации является официальным государственным символом Российской Федерации.
Государственный герб Российской Федерации представляет собой четырёхугольный, с закруглёнными нижними углами, заострённый в оконечности красный геральдический щит с золотым двуглавым орлом, поднявшим вверх распущенные крылья. Орёл увенчан двумя малыми коронами и — над ними — одной большой короной, соединёнными лентой. В правой лапе орла — скипетр, в левой — держава. На груди орла, в красном щите, — серебряный всадник в синем плаще на серебряном коне, поражающий серебряным копьём чёрного опрокинутого навзничь и попранного конём дракона.
Статья 2. Воспроизведение Государственного герба Российской Федерации допускается без геральдического щита (в виде главной фигуры — двуглавого орла с атрибутами, перечисленными в статье 1), а также в одноцветном варианте.— 
Согласно неофициальной трактовке, три короны на государственном гербе олицетворяют суверенитет как всей Российской Федерации, так и её частей, субъектов Федерации, а скипетр с державой, которые двуглавый орёл держит в лапах, символизируют государственную власть и единое государство. По другому истолкованию, держава и скипетр — символы суверенитета и независимости страны, а три короны указывают на три ветви государственной власти (законодательную, исполнительную и судебную).
В то же время, несмотря на расхожее мнение, всадник на Государственном гербе Российской Федерации в современной интерпретации не является изображением святого Георгия Победоносца.
Кроме того, хотя это специально не оговорено в тексте официального описания герба, с 2000 года седло у всадника на российском государственном гербе стало изображаться красным (до этого оно чаще всего было белым).

### Цифровая версия герба Российской Федерации
В 2017 году по инициативе Министерства цифрового развития, связи и массовых коммуникаций появилась цифровая версия герба Российской Федерации. Необходимость создания цифровой версии государственного символа продиктована тем, что использовавшееся на сайтах изображение герба изначально разрабатывалось для печатных бумажных документов и больших экранов, и оно было не совсем пригодно для экранов малых размеров. Новая, адаптированная для цифровых продуктов версия государственного герба должна хорошо читаться на экранах любых размеров и разрешений.
Над цифровой версией официального герба России работали три дизайнера — Артём Геллер, Сергей Шапиро и Михаил Жашков. Изображение герба бесплатно распространяется вместе с единой дизайн-системой государственных и региональных сайтов. Цифровая версия герба используется на официальных интернет-площадках президента России, Совета Федерации и других государственных органов (она стала также основой для создания нового логотипа Счётной палаты Российской Федерации).
В мае 2025 года на сайте президента России появилась обновлённая цифровая версия герба (прежнее цифровое изображение критиковалось некоторыми общественными деятелями и организациями за отсутствие крестов на коронах двуглавого орла и державе).

Цифровая версия герба с малым количеством деталей
Цифровая версия герба с большим количеством деталей

## Различия в описаниях герба 1993 и 2000 годов
Описание герба России в утверждённом указом президента России от 30 ноября 1993 года № 2050 «О Государственном гербе Российской Федерации» одноимённом Положении отличается от описания герба России в Федеральном конституционном законе от 25 декабря 2000 года № 2-ФКЗ «О Государственном гербе Российской Федерации», однако в обоих нормативных правовых актах в приложениях приведён один и тот же рисунок государственного герба работы художника Евгения Ухналёва.
| Элемент герба         | Описание в «Положении…» 1993 года                                                                    | Описание в законе 2000 года                                                                           |
| --------------------- | --- | --- |
| Геральдический щит    | Красный геральдический щит                                                                           | Четырёхугольный, с закруглёнными нижними углами, заострённый в оконечности красный геральдический щит |
| Двуглавый орёл        | Золотой двуглавый орёл                                                                               | Золотой двуглавый орёл, поднявший вверх распущенные крылья                                            |
| Короны над орлом      | Три исторические короны Петра Великого (над головами — две малые и над ними — одна большего размера) | Орёл увенчан двумя малыми коронами и — над ними — одной большой короной, соединёнными лентой          |
| Предметы в лапах орла | В лапах орла — скипетр и держава                                                                     | В правой лапе орла — скипетр, в левой — держава                                                       |
| Всадник               | Всадник                                                                                              | Серебряный всадник в синем плаще на серебряном коне                                                   |
| Копьё всадника        | Копьё                                                                                                | Серебряное копьё                                                                                      |
| Дракон                | Дракон                                                                                               | Чёрный опрокинутый навзничь и попранный конём дракон                                                  |

## Хронология гербов России
| Даты                       | Изображение | Название |
| -------------------------- | ----------- | --- |
| Конец XV века              |             | Оборотная сторона печати московского князя Ивана III Васильевича, 1497 год |
| Вторая половина XVI века   |             | Изображение двуглавого орла на Большой государственной печати царя Ивана IV Васильевича, 1577—1578 годы                                                                        |
| 1660—1670-е годы           |             | Герб с Большой государственной печати царя Алексея Михайловича (рисунок из «Титулярника», 1672 год)                                                                            |
| Первая четверть XVIII века |             | Государственный герб (в центре) на титульном листе жалованной грамоты Петра I канцлеру Г. И. Головкину, 1711 год                                                               |
| 1730 год                   |             | Государственный герб из Знамённого гербовника, составленного при императоре Петре ІI                                                                                           |
| 1750-е годы                |             | Государственный герб времён императрицы Елизаветы Петровны |
| 1799—1801 годы             |             | Государственный герб с Мальтийским крестом и короной магистра Мальтийского ордена, утверждённый императором Павлом I                                                           |
| 1800 год                   |             | Проект Полного герба Российской империи времён Павла I |
| Вторая четверть XIX века   |             | Герб времён императора Николая I |
| 1857—1882 годы             |             | Большой государственный герб Российской империи (эскиз герба утверждён в 1856 году, официальное описание герба опубликовано в 1857 году; автор эскиза — художник А. А. Фадеев) |
| 1857—1883 годы             |             | Средний государственный герб Российской империи (эскиз герба утверждён в 1856 году, официальное описание герба опубликовано в 1857 году; автор эскиза — художник А. А. Фадеев) |
| 1857—1883 годы             |             | Малый государственный герб Российской империи (эскиз герба утверждён в 1856 году, официальное описание герба опубликовано в 1857 году; автор эскиза — художник А. А. Фадеев)   |
| 1882—1917 годы             |             | Большой государственный герб Российской империи (автор эскиза — профессор живописи А. И. Шарлемань)                                                                            |
| 1883—1917 годы             |             | Средний государственный герб Российской империи (автор эскиза — профессор живописи А. И. Шарлемань)                                                                            |
| 1883—1917 годы             |             | Малый государственный герб Российской империи (1-й вариант) (автор эскиза — профессор живописи А. И. Шарлемань)                                                                |
| 1883—1917 годы             |             | Малый государственный герб Российской империи (2-й вариант) (автор эскиза — профессор живописи А. И. Шарлемань)                                                                |
| 1917—1918 годы             |             | Эмблема Российской республики (автор эскиза — художник И. Я. Билибин) |
| 1919 год                   |             | Герб Российского государства на проекте банкноты достоинством 5 рублей правительства адмирала Колчака (автор проекта герба — художник Г. А. Ильин)                             |
| 1918—1920 годы             |             | Герб РСФСР (предполагаемый автор проекта — художник А. Н. Лео) |
| 1920—1954 годы             |             | Государственный герб РСФСР (автор эскиза — художник Н. А. Андреев) |
| 1954—1978 годы             |             | Государственный герб РСФСР (в 1954 году из аббревиатуры РСФСР были убраны точки)                                                                                               |
| 1978—1992 годы             |             | Государственный герб РСФСР |
| 1992—1993 годы             |             | Государственный герб Российской Федерации |
| С 1993 года                |             | Государственный герб Российской Федерации (автор эскиза — художник Е. И. Ухналёв)                                                                                              |

## Комментарии
1. ↑  Есть версия, что приписываемые Мстиславу Удатному печати с изображением всадника (святого Феодора Тирона) на самом деле связаны с новгородским князем Фёдором Ярославичем, старшим братом Александра Невского.
2. ↑  Изображение всадника-змееборца отмечено и на монетах боровского князя Семёна Владимировича из князей боровско-серпуховских, младшей линии потомков Ивана Калиты (см. Пчелов Е. В. «Погоня» и «ездец»: «родство» или «сходство»?: Балто-славянские параллели в эмблематике Средневековья // Журнал «Славяноведение». — 2011 год, № 6. — С. 20—33).
3. ↑  Историк В. А. Кучкин пришёл к выводу, что матрица печати с двуглавым орлом могла быть изготовлена в 1490 году.
4. ↑  Тогда существовало два типа печатей: так называемые вислые, которые привешивались к документу (они могли быть двусторонними и односторонними), и прикладные, которые соответственно прикладывались к документу. Во время правления Ивана Грозного формируется целая система государственных печатей — Большая (скрепляла межгосударственные договоры; на ней был написан полный титул государя), Средняя (предназначалась для дипломатических актов более низкого ранга, чем межгосударственные договоры) и Малая (для внутригосударственных документов).
5. ↑  Эта сторона герба традиционно считается правой геральдической стороной, так как в европейской геральдике стороны гербового щита принято определять не со стороны зрителя, а со стороны того, кто держит щит с гербом. При надетом на левую руку щите правой окажется та сторона, за которую щитоносец может взяться правой рукой. Со стороны зрителя эта сторона будет казаться левой.
6. ↑  На плане города Москвы времён Бориса Годунова (так называемый «Петров чертёж») изображён серебряный (белый) двуглавый орёл под двумя коронами, помещённый в красный гербовый щит (это самое раннее дошедшее до нашего времени свидетельство цветового решения герба России).
7. ↑  При Анне Иоанновне (и при других императрицах) вместо цепи ордена Святого Андрея Первозванного на гербе иногда изображались буквы девиза ордена — «За веру и верность», каждая в лучистом круге.
8. ↑  Подобная расцветка герба встречается на жалованных грамотах Петра I начиная с 1710-х годов. Кроме того, царский или позднее императорский штандарт представлял собой чёрного двуглавого орла на жёлтом (золотом) полотнище (см. Пчелов Е. В. «Всадник означает самого царя, побеждающего врагов…». Как изменялся герб России в эпоху Петра Великого // Журнал «Родина». — 2022. — № 12. — С. 98—101).
9. ↑  Например, святым Георгием всадник на груди двуглавого орла также был назван в описании государственного герба России на белом полковом знамени из Знамённого гербовника 1730 года: 
«…двоеглавый орёл чёрный, на главах короны, а наверху в середине Большая Императорская корона — золотые, в середине того орла Георгий на коне — белый, побеждающий змия, епанча и копьё жёлтые, венец жёлтый же, змий чёрный, поле кругом белое, а в середине красное».
10. ↑  При этом первый случай размещения на крыльях двуглавого орла титульных гербов (Киевского, Владимирского, Новгородского, Казанского, Астраханского и Сибирского) зафиксирован ещё в царствование Петра І около 1698—1699 годов (имеется ввиду рисунок российской государственной печати из дневника секретаря посольства Священной Римской империи в Москве И. Г. Корба).
11. ↑  Наличие трёх типов государственного герба — Большого, Среднего и Малого — обусловлено существованием нескольких видов государственных печатей, которые скрепляли разные по значимости документы.
12. ↑  Оригинальный авторский эскиз проекта государственного герба России художника Ильина, как и рисунки проектов герба других художников, представленные на конкурсе 1919 года, до нашего времени не сохранились [подробнее см. Ражнёв Г. В., Ранчугова Н. Г. Социальные представления Белой армии о гербе России (на примере проектов Г. А. Ильина и И. Д. Шадра). — Гербоведение, том IV. — М., 2015. — С. 60].
13. ↑  С 1925 по 1991 год в герб РСФСР были внесены следующие изменения и уточнения:

— в 1954 году по новым правилам орфографии из аббревиатуры «Р. С. Ф. С. Р.» были убраны точки;

— в 1978 году в связи с принятием новой Конституции РСФСР над щитом была добавлена пятиконечная красная звезда с золотой каймой;

— в 1981 году уточнены цвета элементов герба в его описании.
14. ↑  В начале 1990-х годов высказывалось множество самых разнообразных, в том числе и весьма экзотических, предложений по поводу изображения герба России. Так, в качестве государственного герба, среди прочего, предлагалось изобразить всадника («ездца»), стилизованные башни Московского Кремля, знак Рюриковичей, девушку в кокошнике, медведя, лебедя и др. Был также вариант сохранить старый герб РСФСР, убрав с него пятиконечную звезду, а вместо серпа и молота поместить ласточку (либо просто солнечные лучи).
15. ↑  Статью 180 Конституции РСФСР 1978 года предлагалось изложить аналогично соответствующему положению проекта Конституции:

Статья 180. Государственный герб Российской Федерации — есть чёрный двуглавый орёл в золотом щите, коронованный двумя коронами, над которыми находится третья такая же корона в большем виде; государственный орёл держит золотые скипетр и державу; на груди орла находится исторический Московский герб.
16. ↑  Конституция (Основной Закон) Российской Федерации (проект Конституционной комиссии Съезда народных депутатов РФ), статья 128, часть (2):

«(2) Описание Государственного герба Российской Федерации и порядок его официального использования устанавливаются федеральным законом.»
17. ↑  Так, в 1997 году предлагался следующий текст в проекте федерального конституционного закона о государственном гербе:

Статья 1. Государственный герб Российской Федерации представляет собой гербовый щит красного цвета, в котором помещены золотые перекрещённые серп и молот, рукоятками книзу, на фоне лучей восходящего солнца. Щит обрамлён золотыми колосьями и лентой красного цвета (цвета флага) внизу с надписью-девизом «Славься, Россия!»
18. ↑  

В щите на груди двуглавого орла изображён всадник, поражающий копьём дракона. Это изображение нередко ошибочно называют изображением Святого Великомученика и Победоносца Георгия и идентифицируют с гербом г. Москвы. Данное положение неверно. Всадник Государственного герба не является изображением Св. Георгия и отличается от герба г. Москвы:

— изображение святого должно бы сопровождаться атрибутом святости — нимбом или навершием копья в виде креста; данных элементов в Государственном гербе нет;

— всадник герба г. Москвы имеет отличное от всадника Государственного герба вооружение (вооружение в данном случае — обобщённый термин, включающий как собственно оружие, так и костюм);

— конь всадника Государственного герба стоит на трёх ногах, имея одну переднюю ногу поднятой (в то время как конь московского всадника скачет — то есть опирается только на две задних ноги);

— дракон Государственного герба опрокинут на спину и попран конём (в московском гербе дракон стоит на четырёх лапах и оборачивается назад).